# مکس میرنی
مکس میرنی (بلاروسی: Максім Мікалаевіч Мірны؛ زاده ۶ ژوئیهٔ ۱۹۷۷) تنیس‌باز سابق اهل بلاروس است.